# 曾氏金梭魚
曾氏金梭魚（學名：Sphyraena tsengi），是一種已滅絕的梭子魚，化石發現在台灣高雄市甲仙區的長枝坑層。全長為27.18cm。

## 命名
種名是為紀念標本採集者及提供者，甲仙鄉鄉公所秘書曾德明先生。

## 特徵
主要特徵為體呈圓柱形，頭長口大，上耳骨後部有鬚狀構造。曾氏金梭魚與現生金梭魚最大的不同是脊椎骨數目較多，約30個以上；脊椎骨椎體較短，體寬較大，其生存年代可能為暖水與現代的赤道及亞熱帶太平洋温度類似。水深約50到100公尺之間。